# Търпението на Мегре
„Търпението на Мегре“ (на френски: La Patience de Maigret) е полицейски роман на белгийския писател Жорж Сименон, част от поредицата за комисар Мегре. Романът е издаден през 1965 г. от издателство „Presses de la Cité“ в Париж.

## Сюжет
Внимание:  Текстът по-долу разкрива сюжета на произведението (или части от него)!
Комисар Мегре разследва убийството на Манюел Палмари – престъпник, който според подозренията на Мегре е участвал в неразкрит до момента обир на бижута...

## Издания на български език
- „Търпението на Мегре“, София, изд. „Народна младеж“, библиотека „Лъч“ № 22, 1967 г., 123 с.
- „Търпението на Мегре“, София, изд. „Тандем – ТМ“, 1993 г., 124 с.
- „Търпението на Мегре“, в сборника „Нощта на кръстопътя. Мегре пътува. Търпението на Мегре“, София, изд. „Народна младеж“, библиотека „Лъч – Избрано“, 1988 г., с.185-277.